# Weldon, North Carolina
Weldon är en småstad (town) i Halifax County i den amerikanska delstaten North Carolina med en yta av 4,6 km² och en folkmängd, som uppgår till 1 374 invånare (2000). Enligt folkräkningen år 2000 var 62,74% av Weldons invånare afroamerikaner.